# Morfosintassi
In linguistica, morfosintassi è un termine ombrello che indica la morfologia e la sintassi di una lingua.